# Великорецкое сельское поселение
Великорецкое сельское поселение — муниципальное образование в составе Юрьянского района Кировской области России.
Центр — село Великорецкое.

## История
Великорецкое сельское поселение образовано 1 января 2006 года согласно Закону Кировской области от 07.12.2004 № 284-ЗО.

## Население
| 2010 | 2012 | 2013 | 2014 | 2015 | 2016 | 2017 |
| ---- | ---- | ---- | ---- | ---- | ---- | ---- |
| 358  | ↘337 | ↘330 | ↗357 | ↗359 | ↘350 | ↘349 |
| 2018 | 2019 | 2020 | 2021 |      |      |      |
| ↘347 | ↘335 | ↘324 | ↗330 |      |      |      |

## Состав сельского поселения
| № | Населённый пункт | Тип населённого пункта       | Население |
| - | ---------------- | ---------------------------- | --------- |
| 1 | Агалаченки       | деревня                      | 19        |
| 2 | Ардичи           | деревня                      | 4         |
| 3 | Большие Барановы | деревня                      | 7         |
| 4 | Великорецкое     | село, административный центр | 327       |
| 5 | Заложена         | деревня                      | 1         |
| 6 | Стариченки       | деревня                      | 0         |
| 7 | Тришичи          | деревня                      | 0         |
| 8 | Чигари           | деревня                      | 0         |